# Serra de les Vinyes
|  | No s'ha de confondre amb Serrat de les Vinyes. |

La Serra de les Vinyes és una serra situada als municipis de Montferri a l'Alt Camp i Masllorenç al Baix Penedès, amb una elevació màxima de 303 metres.